# Zugzwang
Zugzwang,  é uma situação encontrada no xadrez e outros jogos baseados em turnos em que um jogador é colocado em desvantagem por causa de sua obrigação de fazer um movimento; diz-se que um jogador está "em zugzwang" quando qualquer movimento legal piorará sua posição. A expressão vem do alemão, Zug (jogada) e Zwang (força). 
Embora o termo seja usado com menos precisão em jogos como o xadrez, ele é usado especificamente na teoria combinatória dos jogos para denotar um movimento que altera diretamente o resultado do jogo de uma vitória para uma derrota. Colocar o adversário em zugzwang é uma forma comum de ajudar o lado superior a vencer um jogo e, em alguns casos, é necessário para que a vitória seja possível.
O termo zugzwang foi usado na literatura de xadrez alemã em 1858 ou antes, e o primeiro uso conhecido do termo em inglês foi pelo campeão mundial Emanuel Lasker em 1905. O conceito de zugzwang, porém, já era conhecido pelos jogadores de xadrez há alguns séculos. Antes que o termo fosse cunhado, aparecendo em um estudo de final de jogo publicado em 1604 por Alessandro Salvio, um dos primeiros escritores sobre o jogo, e em estudos xatranje que datam do início do Século IX, mais de 1000 anos antes do primeiro uso conhecido do termo. A notação internacional de xadrez usa o símbolo "⊙" para indicar uma posição zugzwang.
A maioria das posições de zugzwang ocorre nos finais. Em uma posição de zugzwang, cada peça está em sua melhor posição e a obrigação de jogar torna a situação pior.

## Exemplo
|   | a | b | c | d | e | f | g | h |   |
| 8 | f8 branco rei · g8 preto bispo · h8 preto rei · g7 preto peão · h7 preto peão · g6 branco peão · h1 branco torre | f8 branco rei · g8 preto bispo · h8 preto rei · g7 preto peão · h7 preto peão · g6 branco peão · h1 branco torre | f8 branco rei · g8 preto bispo · h8 preto rei · g7 preto peão · h7 preto peão · g6 branco peão · h1 branco torre | f8 branco rei · g8 preto bispo · h8 preto rei · g7 preto peão · h7 preto peão · g6 branco peão · h1 branco torre | f8 branco rei · g8 preto bispo · h8 preto rei · g7 preto peão · h7 preto peão · g6 branco peão · h1 branco torre | f8 branco rei · g8 preto bispo · h8 preto rei · g7 preto peão · h7 preto peão · g6 branco peão · h1 branco torre | f8 branco rei · g8 preto bispo · h8 preto rei · g7 preto peão · h7 preto peão · g6 branco peão · h1 branco torre | f8 branco rei · g8 preto bispo · h8 preto rei · g7 preto peão · h7 preto peão · g6 branco peão · h1 branco torre | 8 |
| 7 | f8 branco rei · g8 preto bispo · h8 preto rei · g7 preto peão · h7 preto peão · g6 branco peão · h1 branco torre | f8 branco rei · g8 preto bispo · h8 preto rei · g7 preto peão · h7 preto peão · g6 branco peão · h1 branco torre | f8 branco rei · g8 preto bispo · h8 preto rei · g7 preto peão · h7 preto peão · g6 branco peão · h1 branco torre | f8 branco rei · g8 preto bispo · h8 preto rei · g7 preto peão · h7 preto peão · g6 branco peão · h1 branco torre | f8 branco rei · g8 preto bispo · h8 preto rei · g7 preto peão · h7 preto peão · g6 branco peão · h1 branco torre | f8 branco rei · g8 preto bispo · h8 preto rei · g7 preto peão · h7 preto peão · g6 branco peão · h1 branco torre | f8 branco rei · g8 preto bispo · h8 preto rei · g7 preto peão · h7 preto peão · g6 branco peão · h1 branco torre | f8 branco rei · g8 preto bispo · h8 preto rei · g7 preto peão · h7 preto peão · g6 branco peão · h1 branco torre | 7 |
| 6 | f8 branco rei · g8 preto bispo · h8 preto rei · g7 preto peão · h7 preto peão · g6 branco peão · h1 branco torre | f8 branco rei · g8 preto bispo · h8 preto rei · g7 preto peão · h7 preto peão · g6 branco peão · h1 branco torre | f8 branco rei · g8 preto bispo · h8 preto rei · g7 preto peão · h7 preto peão · g6 branco peão · h1 branco torre | f8 branco rei · g8 preto bispo · h8 preto rei · g7 preto peão · h7 preto peão · g6 branco peão · h1 branco torre | f8 branco rei · g8 preto bispo · h8 preto rei · g7 preto peão · h7 preto peão · g6 branco peão · h1 branco torre | f8 branco rei · g8 preto bispo · h8 preto rei · g7 preto peão · h7 preto peão · g6 branco peão · h1 branco torre | f8 branco rei · g8 preto bispo · h8 preto rei · g7 preto peão · h7 preto peão · g6 branco peão · h1 branco torre | f8 branco rei · g8 preto bispo · h8 preto rei · g7 preto peão · h7 preto peão · g6 branco peão · h1 branco torre | 6 |
| 5 | f8 branco rei · g8 preto bispo · h8 preto rei · g7 preto peão · h7 preto peão · g6 branco peão · h1 branco torre | f8 branco rei · g8 preto bispo · h8 preto rei · g7 preto peão · h7 preto peão · g6 branco peão · h1 branco torre | f8 branco rei · g8 preto bispo · h8 preto rei · g7 preto peão · h7 preto peão · g6 branco peão · h1 branco torre | f8 branco rei · g8 preto bispo · h8 preto rei · g7 preto peão · h7 preto peão · g6 branco peão · h1 branco torre | f8 branco rei · g8 preto bispo · h8 preto rei · g7 preto peão · h7 preto peão · g6 branco peão · h1 branco torre | f8 branco rei · g8 preto bispo · h8 preto rei · g7 preto peão · h7 preto peão · g6 branco peão · h1 branco torre | f8 branco rei · g8 preto bispo · h8 preto rei · g7 preto peão · h7 preto peão · g6 branco peão · h1 branco torre | f8 branco rei · g8 preto bispo · h8 preto rei · g7 preto peão · h7 preto peão · g6 branco peão · h1 branco torre | 5 |
| 4 | f8 branco rei · g8 preto bispo · h8 preto rei · g7 preto peão · h7 preto peão · g6 branco peão · h1 branco torre | f8 branco rei · g8 preto bispo · h8 preto rei · g7 preto peão · h7 preto peão · g6 branco peão · h1 branco torre | f8 branco rei · g8 preto bispo · h8 preto rei · g7 preto peão · h7 preto peão · g6 branco peão · h1 branco torre | f8 branco rei · g8 preto bispo · h8 preto rei · g7 preto peão · h7 preto peão · g6 branco peão · h1 branco torre | f8 branco rei · g8 preto bispo · h8 preto rei · g7 preto peão · h7 preto peão · g6 branco peão · h1 branco torre | f8 branco rei · g8 preto bispo · h8 preto rei · g7 preto peão · h7 preto peão · g6 branco peão · h1 branco torre | f8 branco rei · g8 preto bispo · h8 preto rei · g7 preto peão · h7 preto peão · g6 branco peão · h1 branco torre | f8 branco rei · g8 preto bispo · h8 preto rei · g7 preto peão · h7 preto peão · g6 branco peão · h1 branco torre | 4 |
| 3 | f8 branco rei · g8 preto bispo · h8 preto rei · g7 preto peão · h7 preto peão · g6 branco peão · h1 branco torre | f8 branco rei · g8 preto bispo · h8 preto rei · g7 preto peão · h7 preto peão · g6 branco peão · h1 branco torre | f8 branco rei · g8 preto bispo · h8 preto rei · g7 preto peão · h7 preto peão · g6 branco peão · h1 branco torre | f8 branco rei · g8 preto bispo · h8 preto rei · g7 preto peão · h7 preto peão · g6 branco peão · h1 branco torre | f8 branco rei · g8 preto bispo · h8 preto rei · g7 preto peão · h7 preto peão · g6 branco peão · h1 branco torre | f8 branco rei · g8 preto bispo · h8 preto rei · g7 preto peão · h7 preto peão · g6 branco peão · h1 branco torre | f8 branco rei · g8 preto bispo · h8 preto rei · g7 preto peão · h7 preto peão · g6 branco peão · h1 branco torre | f8 branco rei · g8 preto bispo · h8 preto rei · g7 preto peão · h7 preto peão · g6 branco peão · h1 branco torre | 3 |
| 2 | f8 branco rei · g8 preto bispo · h8 preto rei · g7 preto peão · h7 preto peão · g6 branco peão · h1 branco torre | f8 branco rei · g8 preto bispo · h8 preto rei · g7 preto peão · h7 preto peão · g6 branco peão · h1 branco torre | f8 branco rei · g8 preto bispo · h8 preto rei · g7 preto peão · h7 preto peão · g6 branco peão · h1 branco torre | f8 branco rei · g8 preto bispo · h8 preto rei · g7 preto peão · h7 preto peão · g6 branco peão · h1 branco torre | f8 branco rei · g8 preto bispo · h8 preto rei · g7 preto peão · h7 preto peão · g6 branco peão · h1 branco torre | f8 branco rei · g8 preto bispo · h8 preto rei · g7 preto peão · h7 preto peão · g6 branco peão · h1 branco torre | f8 branco rei · g8 preto bispo · h8 preto rei · g7 preto peão · h7 preto peão · g6 branco peão · h1 branco torre | f8 branco rei · g8 preto bispo · h8 preto rei · g7 preto peão · h7 preto peão · g6 branco peão · h1 branco torre | 2 |
| 1 | f8 branco rei · g8 preto bispo · h8 preto rei · g7 preto peão · h7 preto peão · g6 branco peão · h1 branco torre | f8 branco rei · g8 preto bispo · h8 preto rei · g7 preto peão · h7 preto peão · g6 branco peão · h1 branco torre | f8 branco rei · g8 preto bispo · h8 preto rei · g7 preto peão · h7 preto peão · g6 branco peão · h1 branco torre | f8 branco rei · g8 preto bispo · h8 preto rei · g7 preto peão · h7 preto peão · g6 branco peão · h1 branco torre | f8 branco rei · g8 preto bispo · h8 preto rei · g7 preto peão · h7 preto peão · g6 branco peão · h1 branco torre | f8 branco rei · g8 preto bispo · h8 preto rei · g7 preto peão · h7 preto peão · g6 branco peão · h1 branco torre | f8 branco rei · g8 preto bispo · h8 preto rei · g7 preto peão · h7 preto peão · g6 branco peão · h1 branco torre | f8 branco rei · g8 preto bispo · h8 preto rei · g7 preto peão · h7 preto peão · g6 branco peão · h1 branco torre | 1 |
|   | a | b | c | d | e | f | g | h |   |

O problema ao lado foi criado por Paul Morphy em 1850. As brancas jogam e vencem com o lance 1. Th6 deixando as pretas em zugzwang.